# Чэнгу
Чэнгу́ (кит. упр. 城固, пиньинь Chénggù) — уезд городского округа Ханьчжун провинции Шэньси (КНР).

## История
Ещё во времена царства Цинь был основан уезд Чэнгу (成固县). В эпоху Троецарствия Чжугэ Лян из царства Шу, захватив эти места, в 229 году возвёл здесь Восточную крепость (东城, Дунчэн). В эпоху Южных и Северных династий при династии Лю Сун написание названия уезда было изменено с 成固县 на 城固县.
При империи Тан в 619 году уезд был переименован в Тангу (唐固县), но в 628 году ему было возвращено прежнее название.
Во время гражданской войны этот регион был занят войсками коммунистов в декабре 1949 года. В 1951 году был создан Специальный район Наньчжэн (南郑专区), и уезд вошёл в его состав. В октябре 1953 года Специальный район Наньчжэн был переименован в Специальный район Ханьчжун (汉中专区). В 1969 году Специальный район Ханьчжун был переименован в Округ Ханьчжун (汉中地区).
В 1996 году постановлением Госсовета КНР были расформированы округ Ханьчжун и город Ханьчжун, и образован городской округ Ханьчжун.

## Административное деление
Уезд делится на 2 уличных комитета и 15 посёлков.

## Знаменитые уроженцы
- Чжан Цянь (200—114 гг. до н. э.) — путешественник и дипломат